# Возрождение (памятник)
Па́мятник «Возрожде́ние» — одна из достопримечательностей Москвы, установленная на частной территории Национального института корпоративной реформы (бывшей городской усадьбы промышленников и меценатов Морозовых) в 2000 году, расположенного по адресу Большая Ордынка 41, неподалёку от Храма Иверской иконы Божьей Матери на Всполье.

## История
Памятник был торжественно открыт 18 апреля 2000 года. Эта дата, возможно, приурочена к 75-летию автора композиции Э. И. Неизвестного. Из-за того, что территория, на которой находится монумент, частная, зрители наблюдали за открытием сквозь решётки забора. На церемонии присутствовали действительный член РАСХН и академик РАН Е. С. Строев, председатель Совета Федерации Федерального Собрания Российской Федерации В. И. Матвиенко, научный руководитель факультета Высшей школы культурной политики и управления в гуманитарной сфере Московского государственного университета М. Е. Швыдкой и др. На открытие был также допущен телеоператор.

## Описание
Пятиметровый памятник «Возрождение» — своеобразное символическое воплощение новой России как процветающего государства. Центральным элементом композиции является вылитый из бронзы образ Архангела Михаила, выступающего главой святого воинства ангелов, стоящих на страже Божьего закона, и присутствующего уже начиная с апостольских времён. Возрождение оказывается достаточно трудным испытанием для Архангела: он ведёт бой со злом, предстающим в виде выползающего от подножия Змия, одновременно пытаясь освободится от оков. При этом святой указывает зрителю на пробивающийся сквозь древнюю стену из иерусалимского камня росток жизни.

## Критика
На монумент «Возрождение» обрушился целый ряд критики. По мнению некоторых зрителей, Змий, с которым сражается Архангел, больше похож на ручей, полукруглая ниша-окно с шаром в центре, вероятно, символизирующая восход солнца, довольна странна и вовсе не вписывается в композицию, неоднозначное мнение сложилось о завершении композиции в виде плодов деревьев и лоз винограда, а также о колосе, воплощающем проросшее зерно либо солнце и луну.